# 毕家乡
毕家乡是中国陕西省渭南市华县下辖的一个乡。

## 行政区划
毕家乡下辖以下行政区：
王宿村、北拾村、彭村、毕家村、孟村、北刘村、秦家村、钟张村、拾村